# Континентальна філософія
Континента́льна філосо́фія — термін, яким в англомовних країнах характеризують філософські школи та течії, що склалися в Європі впродовж 19 і 20 століть. Термін зародився у другій половині 20 ст. для охоплення усіх тих філософських рухів, що лежали за межами аналітичної філософії. До таких течій належать німецька класична філософія, феноменологія, екзистенціалізм та його попередники, наприклад, К'єркегор та Ніцше, герменевтика, структуралізм, постструктуралізм, французький фемінізм, психоаналіз, критична теорія Франкфуртської школи та інші напрямки західного марксизму.

## Загальні риси
Складно виділити нетривіальні думки, що були б спільними для всіх цих філософських течій. Термін «континентальна філософія», як і термін «аналітична філософія», не може бути визначений чітко і відзначає лише певну спорідненість між різноманіттям філософських поглядів. Саймон Глендіннінг висловив припущення, що початково цей термін був радше лайливим, тавром, яким позначали ті типи західної філософії, що не подобалися філософам аналітичного напрямку. Бабетт Бабич підкреслює політичну основу розмежування, яка досі залишається важливим фактором, коли мова йде про призначення на посаду чи підписання контракту на публікацію книги. Все ж, Майкл Розен наважився охарактеризувати спільні риси континентальної філософії.
- По перше, континентальні філософи зазвичай відкидають сцієнтизм, погляд за яким природознавство — єдиний і найточніший підхід до розуміння явищ. Натомість чимало представників аналітичної філософії розглядають свої пошуки як продовження природничих наук. Континентальні філософи часто заперечують, що наука залежить від «дотеоретичного субстрату досвіду» (варіант кантової умови можливого досвіду або феноменологічної концепції життєвого світу) і, що наукові методи неспроможні дати повне розуміння умов здатності людини до розумного мислення[7].
- По друге, континентальна філософія зазвичай вважає умови можливого досвіду змінними: залежними принаймні частково від таких факторів як контекст, простір і час, мова, культура, історія. Тому континентальна філософія схиляється до історизму. Там, де аналітична філософія намагається звести філософію до конкретних задач, які можна аналізувати, не звертаючи увагу на їхнє історичне походження (аналогічно тому, як науковці вважають історію науки несуттєвою для своїх досліджень), континентальна філософія зазвичай вважає, що «філософський аргумент невіддільний від текстуальних і контекстуальних умов свого історичного становлення»[8].
- По третє, континентальна філософія зазвичай стверджує, що свідома людина може змінити умови можливого досвіду: «якщо людський досвід невизначене утворення, тоді його можна відтворити іншим чином»[9]. Тому континентальні філософи здебільшого наполягають на єдності теорії й практики, а філософські міркування для них сильно пов'язані з особистими, моральними чи політичними змінами. Ця тенденція особливо виразна в марксизмі («філософи тільки пояснювали світ різним чином, проте, суть у тому, щоб змінити його»), але вона також важлива для екзистенціалізму та постструктуралізму.
- Нарешті, континентальній філософії властивий наголос на метафілософії. В умовах успішного розвитку природознавства європейські філософи завжди намагалися відшукати нове визначення методу та природи філософії[10]. У деяких випадках (таких як німецький ідеалізм чи феноменологія) це проявляється у відновленні традиційної точки зору про те, що філософія є першою, найфундаментальнішою, апріорною наукою. В інших випадках (таких як герменевтика, критична теорія й структуралізм) стверджується, що філософія досліджує область культури або практики, що не зводиться до науки. Деякі континентальні філософи (такі як К'єркегор, Ніцше, а пізніше Гайдеггер чи Дерріда) сумніваються чи можуть будь-які філософські поняття когерентним чином досягти своєї мети.

Загалом, усі зазначені риси є наслідком тези Іммануїла Канта, що знання, досвід і реальність формуються так, що вони краще зрозумілі через філософську рефлексію, ніж через винятково емпіричні дослідження.

## Виноски
1. ↑  Leiter, 2007, с. 2: «У першому наближенні ми можемо сказати, що філософія континентальної Європи дев'ятнадцятого та двадцятого століть найкраще зрозуміла як плетиво різних традиції, що іноді перекриваються, але жодна з них не домінує над іншими.»
2. ↑  Critchley, Simon (1998), Introduction: what is continental philosophy?, у Critchley, Simon; Schroder, William (ред.), A Companion to Continental Philosophy, Blackwell Companions to Philosophy, Malden, MA: Blackwell Publishing Ltd, с. 4.
3. ↑  Перераховані тільки ті течії, що фігурують водночас у списках, складених Critchley, 2001, с. 13 та Glendinning, 2006, с. 58—65
4. ↑  Glendinning, 2006, с. 12.
5. ↑  Babich, 2003.
6. ↑  . Наступний перелік чотирьох загальних рис наведено за книгою Rosen, Michael, Continental Philosophy from Hegel, у Grayling, A.C. (ред.), Philosophy 2: Further through the Subject, с. 665
7. ↑  Critchley, 2001, с. 115.
8. ↑  Critchley, 2001, с. 57.
9. ↑  Critchley, 2001, с. 64.
10. ↑  Leiter, 2007, с. 4: «Тоді як форми філософського натуралізму домінували в англомовній філософії, більшіть авторів континентальної традиції наполягає на особливостях філософських методів і над первинністю цих методів над методами природничих наук»
11. ↑  Континентальні філософи зазвичай визначають це як трансцензус суб'єкта чи себе: Solomon, 1988, с. 6, «Саме у Канта філософське твердження про Я набуває нових і чудових пропорцій. Я стає не тільки фокусом уваги, але й охоплює увесь предмет філософії. Я це не тільки ще одна сутність у світі, але у важливому сенсі воно створює світ, а Я, що рефлектує, не тільки знає себе, але, знаючи себе, знає усі решту Я, структуру багатьох і всіх можливих Я».